# Ronald Kauffman
Pour les articles homonymes, voir Kauffman.
Ronald Lee Kauffman dit Ronnie Kauffman, né le 25 décembre 1946 à Seattle (Washington), est un patineur artistique américain qui patine en couple artistique avec sa sœur Cynthia Kauffman. Ils sont quadruples champions des États-Unis (1966 à 1969), doubles champions nord-américains (1967 et 1969) et trois fois médaillés de bronze aux mondiaux (1966 à 1968).

## Biographie

### Carrière sportive
Ronald Kauffman patine avec sa sœur Cynthia Kauffman en couple artistique. Ils sont quadruples champions des États-Unis de 1966 à 1969.
Ils représentent leur pays à trois championnats nord-américains (1965 à Rochester, 1967 à Montréal et 1969 à Oakland), à six mondiaux (1964 à Dortmund, 1965 à Colorado Springs, 1966 à Davos, 1967 à Vienne, 1968 à Genève et 1969 à Colorado Springs) et à deux Jeux olympiques d'hiver (en 1964 à Innsbruck et 1968 à Grenoble).
Aux championnats nord-américains, ils remportent une médaille d'argent en 1965 et deux médailles d'or en 1967 et 1969 ; et aux mondiaux, ils conquièrent trois médailles de bronze en 1966, 1967 et 1968.
Ils prennent leur retraite sportive après les mondiaux de 1969.

### Reconversion
Ronnie Kauffman fréquente le Shoreline Junior College et sert dans l'armée américaine à la fin des années 1960 à Fort Lewis (Washington).

### Hommage
Ronald Kauffman est intronisé au Temple de la renommée du patinage artistique américain en 1995.

## Palmarès
En couple artistique avec Cynthia Kauffman.
| Compétitions                    | 1964 | 1965 | 1966 | 1967 | 1968 | 1969 |  |  |  |  |  |  |  |  |  |  |
| Jeux olympiques d'hiver         | 8e   |      |      |      | 6e   |      |  |  |  |  |  |  |  |  |  |  |
| Championnats du monde           | 7e   | 6e   | 3e   | 3e   | 3e   | 4e   |  |  |  |  |  |  |  |  |  |  |
| Championnats d'Amérique du Nord |      | 2e   |      | 1er  |      | 1er  |  |  |  |  |  |  |  |  |  |  |
| Championnats des États-Unis     | 3e   | 2e   | 1er  | 1er  | 1er  | 1er  |  |  |  |  |  |  |  |  |  |  |
|                                 |      |      |      |      |      |      |  |  |  |  |  |  |  |  |  |  |